# Tilleul-Dame-Agnès
Tilleul-Dame-Agnès – miejscowość i gmina we Francji, w regionie Normandia, w departamencie Eure.
Według danych na rok 1990 gminę zamieszkiwało 155 osób, a gęstość zaludnienia wynosiła 30 osób/km² (wśród 1421 gmin Górnej Normandii Tilleul-Dame-Agnès plasuje się na 744. miejscu pod względem liczby ludności, natomiast pod względem powierzchni na miejscu 675.).